# Live Texxas Jam '78
Live Texxas Jam '78 je VHS video snimak američke hard rock skupine Aerosmith koji izlazi u travnju 1989.g. Film je nastao krajem tjedna 4. srpnja 1978., na stadionu "Cotton Bowl" u Dallasu, gdje je Aerosmith nastupio na koncertu pod imenom "Texxas World Music Festival".

## Popis pjesama
1. "Rats in the Cellar"
2. "Seasons of Wither"
3. "I Wanna Know Why"
4. "Walkin' The Dog"
5. "Walk This Way"
6. "Lick and a Promise"
7. "Get The Lead Out"
8. "Draw the Line"
9. "Sweet Emotion"
10. "Same Old Song and Dance"
11. "Milk Cow Blues"
12. "Toys in the Attic"

## Osoblje
- Tom Hamilton
- Joey Kramer
- Joe Perry
- Steven Tyler
- Brad Whitford